# Vysočanská radnice
Budova vysočanské radnice byla postavena v roce 1911 na dnešní adrese Praha 9, Sokolovská čp. 14/324.

## Historie
V roce 1902 byly Vysočany povýšeny na město a po sedmi letech byla postavena vysočanská radnice. Plány na reprezentativní budovu vyhotovil architekt a stavitel Václav Haase a Antonín Turek. Radnice nebyla zcela dostavěna, protože majitel potřebného vedlejšího pozemku nemovitost neprodal. Chybějící část budovy byla dokončena až v roce 2002. Dnes tu je sídlo městské části Prahy 9.

## Popis
Historická rozlehlá budova je dvoupatrová. Střed budovy tvoří široký rizalit. V přízemí jsou v prostoru rizalitu mezi dvěma okny vchodové dveře, nad vchodem je umístěn městský znak Vysočan. V prvním patře rizalitu je balkon se zděným zábradlím, ve druhém patře jsou tři okna půlkruhově zaklenutá, nad kterými je mohutný štít po celé šíři rizalitu. Za středem štítu na střeše je umístěn čtyřboký komolý jehlan ukončený osmibokou lucernou s ochozem a stříškou, která je zakončena silným dříkem s praporcem.